# Boris

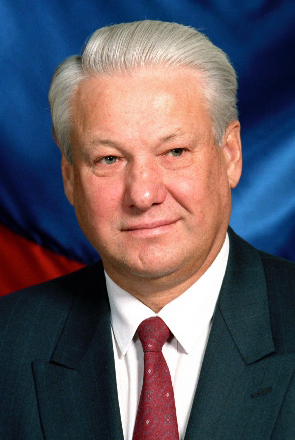
Boris Nikolajewitsch Jelzin

Boris ist ein männlicher Vor- und Familienname.

## Herkunft und Bedeutung
Der erste nachgewiesene Träger dieses  Namens war der bulgarische Herrscher Boris I. (852/53–889/90) (griechisch Βόωρίς [‚Booris‘] oder Βόγορίς [‚Bogoris‘]). Daher wird eine Herkunft des Namens aus dem Altbolgarischen angenommen. Die turksprachige Übersetzung wäre ‚(kleiner) Wolf‘.
Möglich ist eine Herkunft aus dem Persischen. Dort gibt es den Namen Behrus (‚Behrouz‘).
Bogh oder Bagh bedeutet ‚Gott‘ und somit der Name Bog(h)oris etwa ‚der Göttliche‘ oder ‚der Himmlische‘.
Es gibt auch eine slawische Herkunftsversion, wonach Boris die bulgarische abgekürzte Form von Borislaw darstellte.
Wenig bekannt ist der Name Boris als eine Kurzform des ungarischen weiblichen Vornamens Borbála (‚Barbara‘) oder auch des männlichen Vornamens Barabás.

## Namenstag
Namenstag ist der 2. Mai, der Sterbetag des bulgarischen Nationalheiligen Zar Boris I. Dieser starb am 2. Mai im Jahr 907 als Mönch im Panteleimon-Kloster nahe der Hauptstadt Weliki Preslaw. Die Brüder Boris und Gleb wurden vermutlich 1071 heiliggesprochen; sie sind die ersten Heiligen der russischen Kirche.

## Namensträger

### Fürsten
- Boris I. († 907), der Heilige Boris, erster christlicher Zar der Bulgaren
- Boris II. († 977), Zar von Bulgarien
- Boris, Fürst von Polozk 1222
- Boris Godunow (1552–1605), russischer Zar
- Boris III. (1894–1943), bulgarischer Zar

### Vorname

#### Boris
- Boris Akunin (* 1956), russischer Kriminalschriftsteller
- Boris Aljinovic (* 1967), deutscher Schauspieler
- Boris Balinsky (1905–1997), ukrainischer und südafrikanischer Biologe, Embryologe und Entomologe
- Boris Barschow (* 1967), deutscher Journalist, Reporter und Redakteur
- Boris Becker (Fotograf) (* 1961), deutscher Fotograf, Filmemacher und Verleger
- Boris Becker (* 1967), deutscher Tennisspieler
- Boris Blacher (1903–1975), deutsch-baltischer Komponist
- Boris Bloch (* 1951), russisch-ukrainischer Pianist und Dirigent
- Boris von Brauchitsch (* 1963), deutscher Schriftsteller und Fotograf
- Boris Capla (* 1962), Eishockeyspieler, -trainer und -manager
- Boris Collardi (* 1974), schweizerisch-italienischer Bankmanager
- Boris Cyrulnik (* 1937), französischer Neurologe, Psychiater und Ethologe
- Boris Diaw (* 1982), französischer Basketballspieler
- Boris Ditsoga (* 1985), gabunischer Fußballschiedsrichterassistent
- Boris Ephrussi (1901–1979), russischstämmiger französischer Genetiker
- Boris Floricic (1972–1998), deutscher Hacker und Phreaker, siehe Tron (Hacker)
- Boris Gelfand (* 1968), belarussisch-israelischer Schachmeister
- Boris Grebenschtschikow (* 1953), russischer Poet und Musiker
- Boris Guckelsberger (* 1968), deutscher Komponist und Gitarrist
- Boris C. Hoge-Benteler (* 1979), deutscher Schriftsteller
- Boris Hüttenbrenner (* 1985), österreichischer Fußballspieler
- Boris Iwanowski (1893–1967), russischer Automobilrennfahrer
- Boris Jefimow (1900–2008), sowjetischer Karikaturist
- Boris Jelzin (1931–2007), russischer Präsident
- Boris Johnson (* 1964), britischer Publizist und Politiker, Premierminister
- Boris Karloff (1887–1969), britischer Filmschauspieler in Horrorfilmen
- Boris Kerner (* 1947), russisch-deutscher Verkehrswissenschaftler
- Boris Kleint (1903–1996), deutscher Künstler
- Boris Kodjoe (* 1973), deutsch-österreichischer Schauspieler und Model
- Boris Kusnezow (1928–1999), sowjetischer Fußballspieler
- Boris Kusnezow (1947–2006), sowjetischer Boxer
- Boris Kusnezow (* 1985), russisch-deutscher Pianist
- Boris Lauterbach (* 1974), deutscher Musiker (Fettes Brot)
- Boris Meyn (1961–2022), deutscher Krimi-Autor
- Boris Borissowitsch Nadeschdin (* 1963), russischer Politiker
- Boris Nemzow (1959–2015), russischer Politiker
- Boris Obergföll (* 1973), deutscher Leichtathlet und Olympiateilnehmer (Speerwurf)
- Boris Pahor (1913–2022), italienisch-slowenischer Schriftsteller
- Boris Palmer (* 1972), deutscher Politiker (parteilos, bis 2023: Grüne), Oberbürgermeister von Tübingen
- Boris Pandža (* 1986), bosnisch-herzegowinisch-kroatischer Fußballspieler
- Boris Pasternak (1890–1960), russischer Dichter, Schriftsteller und Nobelpreisträger
- Boris Pistorius (* 1960), deutscher Politiker (SPD), Bundesminister der Verteidigung
- Boris Reitschuster (* 1971), deutscher Journalist, Blogger und Sachbuchautor
- Boris Rhein (* 1972), deutscher Politiker (CDU)
- Boris Rosenfeld (1917–2008), russischer Mathematiker und Mathematikhistoriker
- Boris Sawinkow (1879–1925), russischer Politiker, Terrorist und Autor
- Boris Schommers (* 1979), deutscher Fußballtrainer
- Boris Schtscherbakow (* 1949), russischer Schauspieler
- Boris Spasski (1937–2025), russischer Schachweltmeister
- Boris Steinberg (* 1965), deutscher Chansonsänger und -texter
- Boris Strugazki (1933–2012), russischer Schriftsteller, siehe Arkadi und Boris Strugazki
- Boris Tadić (* 1958), Präsident Serbiens (2004–12)
- Boris Trajkovski (1956–2004), Präsident Mazedoniens
- Boris Urlapow (1912–1982), sowjetischer Flugzeugkonstrukteur
- Boris Vian (1920–1959), französischer Schriftsteller, Jazztrompeter, Chansonnier, Schauspieler und Übersetzer
- Boris Yoffe (* 1968), russischer Komponist
- Boris Živković (* 1975), kroatischer Fußballspieler

#### Borys
- Borys Buryak (* 1953), ukrainischer Maler
- Borys Dorfman (1923–2022), ukrainischer jiddisch schreibender Publizist
- Borys Filatow (* 1972), ukrainischer Jurist, Journalist, Unternehmer, Millionär und Politiker
- Borys Hmyrja (1903–1969), ukrainischer Opern-, Konzert- und Liedsänger
- Borys Hrintschenko (1863–1910), ukrainischer Schriftsteller, Sprachwissenschaftler und Politiker
- Borys Krjutschkow (* 1988), ukrainischer Handballtorwart
- Borys Ljatoschynskyj (1895–1968), ukrainischer Komponist
- Borys Loschkin (* 1971), ukrainischer Medienunternehmer und Politiker
- Borys Malkin (1917–2009), polnischer Anthropologe, Entomologe und Herpetologe
- Borys Olijnyk (1935–2017), ukrainischer Dichter und Politiker
- Borys Romantschenko (1926–2022), ukrainischer Ingenieur und KZ-Überlebender
- Borys Sabarko (* 1935), ukrainischer Historiker
- Borys Tarasjuk (* 1949), ukrainischer Politiker
- Borys Taschtschy (* 1993), ukrainischer Fußballspieler
- Borys Wosnyzkyj (1926–2012), ukrainischer Kunsthistoriker

#### Künstlername
- Boris Bukowski, bürgerlich: Fritz Bukowski (* 1946), österreichischer Musiker

### Familienname
- Angel Boris (* 1974), US-amerikanische Schauspielerin
- Dieter Boris (1943–2024), deutscher Soziologe
- Georges Boris (1888–1960), französischer Politiker, Journalist und Wirtschaftstheoretiker
- Hugo Boris (* 1979), französischer Schriftsteller
- Michael Boris (* 1975), deutscher Fußballspieler und -trainer
- Otto Boris (1887–1957), deutscher Maler und Tierschriftsteller
- Shane Boris (* 1981), US-amerikanischer Filmproduzent

### Kunstfigur
- Ein Fest für Boris, Drama von Thomas Bernhard aus dem Jahr 1970